# الدولة الصفارية
الدَّولة الصَّفَّارية أو الصَّفَّاريُّون أو بنو الصَّفَّار (بالفارسية: صفاريان) هي دولة إسلاميَّة حكمت أجزاء من بلاد فارس، وخُراسان الكبرى، وشرق مكران، وذلك منذ عام 861 إلى 1002 م. وهي إحدى أولى السُّلالات الفارسية الحاكمة التي ظهرت بعد حوالي قرنين من الفُتوحات الإسلاميَّة العربيَّة.
تأسست السُّلالة على يد يعقوب بن اللَّيث الصَّفَّار، الذي ولد عام 840 في بلدة صغيرة تُدعى قرنين، والتي كانت تقع شرق زرنج في أفغانستان المُعاصرة. كان يعقوب الصَّفَّار يعمل صانعًا للصُّفر ثم قاطعًا قبل أن يصبح أمير وقائد حرب كبير، حيث استولى على منطقة سيستان وبدأ في غزو معظم بلاد فارس وخُراسان، بالإضافة إلى أجزاء من أقاليم أخرى مثل السَّند، وبلاد ما وراء النهر.
حكم الصَّفَّاريُّون بلادًا واسعة من عاصمتهم زَرَنْج، والتي أصبحت قاعدة للتوسع العسكري شرقًا وغربًا. قاموا أولاً بغزو المناطق الواقعة جنوب هندوكوش، ثم أطاحوا بالطَّاهريُّون الذين حكموا أقاليم المشرق بالتبعيَّة للخِلافة العبَّاسيَّة، وتمكن الصَّفَّاريُّون من ضم خراسان عام 873 م. وبحلول وقت وفاة مُؤسسها يعقوب الصَّفَّار، كان قد غزا وادي كابُل، والسَّند، وطُخارسْتان، ومكران، وكرمان، فارس، وخُراسان، وكادوا يصلون إلى العاصمة العبَّاسيَّة بغداد بسبب الضَّعف والاضطَّرابات الدَّاخلية التي تُعاني من الخلافة العبَّاسيَّة، إلا أنهم تعرضوا لهزيمة قاسية على يد العبَّاسيُّون في أبريل 876 م.
لم يستمر حكم الصَّفَّاريُّون طويلاً بعد وفاة مُؤسسها يعقوب الصَّفَّار. فقد هُزم شقيقه وخليفته عمرُو بن اللَّيث في معركة بلخ ضد الأمير إسماعيل بن أحمد السَّاماني عام 900 م. واضطر عمرو بن الليث إلى تسليم معظم أراضيهم التي احتلوها للسَّامانيين. وبحلول تلك الفترة، كان الصَّفَّاريُّون محصورين في معقلهم في سجستان، ومع مرور الوقت، تم تقليص دورهم إلى تابعين للسامانيين وخلفائهم.

## التأسيس
تنتسب الأسرة إلى يعقوب بن الليث الصفار (نسبة إلى حرفته: صناعة الصُفر أو النحاس)، الذي ينحدر من مدينة القرينن في سجستان. ومع أن نسبه محل غموض بين المؤرخين، فقد ذكرت العديد من المصادر انتساب السُّلالة الصَّفَّاريَّة إلى طبقة الملوك الفرس، وما عزا ذلك اهتمام يعقوب بنشر الثقافة الفارسيَّة، وقيل بأنهم من آل الجلندي من الأزد. ومع ذلك، فقد أجمعت المصادر على أنه كان من عائلة متواضعة، إذ عمل يعقوب في صناعة الصُّغر (النُّحاس)، وبه عُرفت العائلة. كان لدى يعقوب ثلاثة إخوة (عمرو، طاهر، علي) فانضموا إلى خالهم (كثير بن دقاق) وكوّنوا عصابة لقطع الطريق ولكن لم يكونوا قطاع طريق بالمعنى المعروف للسرقة ولكن للاعتراض على أحوال مجتمعهم. استطاع يعقوب بن الليث أن ينضم إلى (طوائف المطوعة) بقيادة (صالح بن النضير الكناني) وخاضوا حروباً ضارية مع خوراج سجستان واضطر واليها (إبراهيم بن الحسين) للهروب وليصبح بذلك (درهم بن الحسين) والي سجستان وولّى يعقوب بن الليث الصفاري على ولاية (بست) فذاع صيته والتفَّ حوله الناس حتى أن أهل خراسان أرسلوا يستنجدون به في عهد الدولة الطاهرية فرفع عنهم الضرر ونجح في كسب الأهالي وجاءت الفرصة أمام يعقوب بن الليث حينما تنازل (درهم بن الحسين) عن ولايته سجستان.

## السياسة الداخلية
أجمعت المصادر على أنه كان رجلاً عاقلاً حازماً وأظهر حرصه على تدعيم ملكه حيث اهتم بتدبير أمور مملكته وتحصينها وعمارة أرضه فكثرت أمواله وعمرت خزائنه
بعد ذلك أن يُنشئ ثم يقود وحدات عسكرية كبيرة ثم أعلن نفسه حاكما على سجستان (بلوشستان). سنة 867 م ضم إليه المناطق التي حكمها الطاهريون (منذ 868 م: هراة، فارس، شيراز، بلخ ثم طخرستان). انتهى الأمر بأن قام بإجلائهم عن خراسان (سنة 873 م) و أفغانستان. عينه الخليفة سنة 871 م واليا على المناطق الشرقية. أعد سنة 876 م حملة على بغداد.
استطاع أخوه عمرو (878-900 م) أن يحتفظ بالمناطق التي استولى عليها يعقوب ثم كان أن اعترف به الخليفة هو أيضا واليا على ما وراء النهر. إلأ أنه هزم على يد السامانيين فيما بعد (سنة 900م) ثم أسر. أراد حفيده الطاهر (900-903م) أن يستعيد أملاك أجداده، فجهز حملة من قاعدته في سستان، ثم فشل في النهاية. حكم خليفته كوالٍ على سستان (ومقره في نمروز) ثم وضع نفسه تحت سلطة السلاجقة منذ 1068م حتى سنة 1383م، بعد قيام تيمورلنك بالقضاء على هذا الفرع نهائيا.

## قائمة الأمراء
العهد الأول فقط.
|   | الحاكم                | الحياة    | الحكم   |
| - | --------------------- | --------- | ------- |
| 1 | يعقوب بن الليث الصفّار | ....-.... | 861-879 |
| 2 | عمرو بن الليث         | ....-.... | 879-900 |
| 3 | طاهر بن محمد بن عمرو  | ....-.... | 900-909 |
| 4 | الليث بن علي بن الليث | ....-.... | 909-910 |
| 5 | محمد بن علي           | ....-.... | 910-910 |
| 6 | المعدل بن علي         | ....-.... | 910-911 |
| 7 | عمرو بن يعقوب         | ....-.... | 912-912 |